# Эллис-Дэвидсон, Хильда
Хи́льда Ро́дерик Э́ллис-Дэ́видсон (англ. Hilda Roderick Ellis Davidson; 1 октября 1914 Бебингтон, Чешир, Великобритания — 12 января 2006, Кент, Великобритания) — британский антрополог и фольклорист, специалист по германскому и кельтскому язычеству, германо-скандинавской мифологии.

## Биография
Родилась 1 октября 1914 года в городе Бебингтоне графства Чешир. Училась в Парковой средней школе города Беркенхеда. Окончила с отличием Ньюнэм-колледж Кембриджского университета со специализацией по английскому языку, археологии и антропологии. Затем изучала скандинавское язычество для своей докторской диссертации.
В 1939—1944 годы преподавала в Холлоуэйском королевском колледже Лондонского университета, а затем в Бирбек-колледже.
В 1943 году под своей девичьей фамилией Хильда Эллис опубликовала первую книгу «Дорога к Хель: исследование представления о смерти в скандинавской литературе».
С 1949 года — действительный член , 1956—1986 годы — член Совета, а в 1974—1976 годы — президент Совета Британского фольклорного общества.
В 1969 году в качестве постдокторанта Фонда Галуста Гюльбенкян была направлена в Колледж Люси Кавендиш Кембриджского университета, где с 1971 года значилась преподавателем, в 1974 году была избрана действительным членом, а в 1975—1980 годы была вице-президентом.
В 1980 году Эллис-Девидсон приступила к написанию биографии писательницы и фольклориста Кэтрин Мэри Бриггс, которая была издана в 1985 году. В 1984 году за эту книгу она была награждена Медалью Кут Лэйка, премией фольклорного общества, а в 1988 году её книга «Мифы и символы языческой Европы» была отмечена премией Кэтрин Бригсс как книга года.
В 1987 году она основала Клуб Кэтрин Бригсс.
В своих поздних работах Эллис-Девидсон сосредоточилась на культурных и религиозных связях между германскими и кельтскими народами, итоги исследования которых ей были представлены в 1990-е годы на Симпозиумах скандинаво-кельто-балтийских легенд.
В 2006 году вступила в Кембриджскую фольклорную группу. Она также являлась звонарём и церковным старостой в местной приходе.
Член Лондонского общества антикваров.
Умерла в январе 2006 года в возрасте 91 года. Имела двух детей и 10 внуков.

## Научные труды
- (1940) Eschatology and Manticism in Old Norse Literature. (Doctoral dissertation). University of Cambridge.
- (1941) «Fostering by Giants in Old Norse Sagas», Med. Aev. 10: 70-85.
- (1942) «Sigurd in the Art of the Viking Age», Antiquity 16: 216-36.
- (1943) The Road to Hel: A Study of the Conception of the Dead in Old Norse Literature, Cambridge University Press, «originally part of a thesis accepted in 1940 for the degree of Ph.D. in the University of Cambridge.»
- (1950) «The Hill of the Dragon» (Anglo-Saxon Burial Mounds), Folklore 61.
- (1950) «Gods and Heroes in Stone» In C. Fox and B. Dickens (eds.), The Early Cultures of North-West Europe (H.M. Chadwick Memorial Studies), 123-9, London.
- (1958) The Golden Age of Northumbria, Longmans, [a volume in the «Then and There Series»].
- (1958) "Weland the Smith, " Folklore 69: 145-59.
- (1960) «The Sword at the Wedding» Folklore 71, 1-18.
- (1962) The Sword in Anglo-Saxon England, Boydell Press, Woodbridge.
- (1963) «Folklore and Man’s Past», Folklore, 74: 527-44, London.
- (1964) Book Review: Myth and Religion of the North by E. O. G. Turville-Petre. London: Weidenfeld and Nicholson (History of Religion), 1964. Antiquity 38: 309—310.
- (1964) Gods and Myths of Northern Europe, Penguin Books Ltd, Harmondsworth. (later re-published as Gods and Myths of the Viking Age, Bell Publishing Company, 1980).
- (1965) «The Finglesham Man», Sonia Chadwick Hawkes, H.R.E Davidson and C. Hawkes, Antiquity, 39: 17-32.
- (1965) «Thor’s Hammer», Folklore 76: 1-15.
- (1965) «The Significance of the Man in the Horned Helmet», Antiquity 39: 23-7.
- (1967) Pagan Scandinavia, (Ancient Peoples and Places 58) London.
- (1967) «The Anglo-Saxon Burial at Coombe [Woodnesborough], Kent», Medieval Archeology 11: 1-41 (by H.E. Davidson and L. Webster).
- (1969) Scandinavian Mythology, Paul Hamlyn, London.
- (1969) The Chariot of the Sun and Other Rites and Symbols of the Northern Bronze Age, by Peter Gelling and H.E. Davidson, Frederick A. Praeger Publishers, New York.
- (1969) «The Smith and the Goddess», Frühmittelalterliche Studiern (University of Münster) 3: 216-26.
- (1971) Beowulf and its Analogues, by George Norman Garmonsway, Hilda Roderick Ellis Davidson, and Jacqueline Simpson; E. P. Dutton.
- (1972) «The Battle God of the Vikings», (G.N. Garmonsway Memorial Lecture, University of York, Medieval Monographs I, York.
- (1973) «Hostile Magic in the Icelandic Sagas», The Witch Figure, ed. V. Newall (london) 20-41.
- (1974) «Folklore and History», Folklore 85.
- (1975) «Scandinavian Cosmology» in C. Blacker and M. Loewe’s Ancient Cosmologies, 172-97, London.
- (1975) «Folklore and Literature», Folklore 86.
- (1976) The Viking Road to Byzantium, Allen and Unwin, London.
- (1978) Patterns of Folklore, D.S. Brewer Ltd, Ipswich. [Appears to reprint earlier articles such as «Thor’s Hammer» and «The Sword at the Wedding» also includes an essay on «Lady Godiva»].
- (1978) «Shape-changing in the Old Norse Sagas» in J.R. Porter’s and W.H.S. Russell’s Animals in Folklore, 126-42 Folklore Society, Ipswich.
- (1978) «Mithras and Wodan», Études Mithraïques 4: 99-110, Acta Iranica, Leiden.
- (1979) «Loki and Saxo’s Hamlet», The Fool and the Trickster; Studies in Honor of Enid Welsford, ed. P.V.A. Williams (Cambridge) 3-17.
- (1979-80) Saxo Grammaticus, The History of the Danes, Books I—IX [Peter Fisher Translation]: Edited with Commentary by H.E. Davidson, Woodbridge: Boydell.
- (Date unknown, pre-1980) Author of the article «Hero» in Encyclopædia Britannica.
- (1980) «Wit and Eloquence in the Courts of Saxo’s Early Kings», «To be published as part of the Saxo Symposium, University of Copenhagen 1979.»
- (1980) «Insults and Riddles in the Edda Poems», Published in Edda, A Collection of Essays, 25-46, University of Manitoba Icelandic Series 4, 1983.
- (1981) «The Restless Dead: An Icelandic Story», in H.E. Davidson and W.M.S. Russell’s (eds.) The Folklore of Ghosts, Mistletoe Series 15, London Folklore Society.
- (1981) «The Germanic World» in M. Loewe and C. Blacker’s Divination and Oracles,115-41, London.
- (1984) «The Hero in Tradition and Folklore: Papers Read at a Conference of the Folklore Society Held at Dyffryn House, Cardiff, July 1982» (World Bibliographical Series), Folklore Society Library.
- (1984) «The Hero as a Fool: The Northern Hamlet», The Hero in Tradition and Folklore, (ed. H.R.E. Davidson) 30-4, (Mistletoe Books, 19, Folklore Soc.) London,
- (1988) Myths and Symbols in Pagan Europe: early Scandinavian and Celtic religions, Manchester University Press, Manchester.
- (1989) The Seer in Celtic and Other Traditions, ed. by Hilda Ellis Davidson, John Donald Publishers, Ltd., Edinburgh, 1989.
- (1989) «Hooded men in Celtic and Germanic Tradition» in G. Davies, Polytheistic Systems, Cosmos 5, 105—124.
- (1989) «The Training of Warriors» in S. C. Hawkes, Weapons and Warfare in Anglo-Saxon England.
- (1990) «Religious Practices of the Northern Peoples in Scandinavian Tradition», Temonos 26:23-24
- (1992) «Human Sacrifice in the Late Pagan Period of North-Western Europe» in M.O.H. Carver’s The Age of Sutton Hoo: The Seventh Century in North-Western Europe, 331-40, Woodbridge.
- (1992) «Royal Graves as Religious Symbols» in W. Filmer-Sankey’s Anglo-Saxon Studies in Archeology and History 5, 23-31, Oxford.
- (1993) Boundaries and Thresholds: papers from a colloquium of the Katherine Briggs Club (editor).
- (1993) The Lost Beliefs of Northern Europe, Routledge, London.
- (1993) «The Hair and the Dog», Folklore 104: 151-63 by H. E. Davidson and A. Chaudhri.
- (1993)The Seer in Celtic and other traditions'
- (1996) Katharine Briggs: Story-teller, Lutterworth Press.
- (1996) «Milk and the Northern Goddess» in S. Billington’s and M. Green’s The Concept of the Goddess, Routledge, New York. [This work is a tribute to Davidson].
- (1998) Roles of the Northern Goddess, Routledge, London.
- (2001) «The Wild Hunt» in Supernatural Enemies, Edited by H.E. Davidson and Anna Chaudhri. Carolina Academic Press, Durham, N. C.
- (2001) Women and Tradition, Hilda Ellis Davidson and Carmen Blacker, Carolina Academic Press, Durham, N.C.
- (2003) A Companion to the Fairy Tale, Hilda Ellis Davidson and Anna Chaudhri, Boydell & Brewer Ltd.